# День радіо (фільм)
«День радіо» (рос. День радио) — російський комедійний фільм, знятий за мотивами однойменного спектаклю.
Фільм офіційно вийшов на екрани Росії та України 20 березня 2008 року. Цього ж року фільм ліцензійно видано на DVD компанією «Містерія звуку».

## Зміст
На радіостанції повинен розпочатися марафон. Та за дуже короткий час до ефіру тема вже піднята конкурентами. У гарячковому поспіху ідея змінюється на іншу. Замість підтримки туристів у Конґо предметом обговорення стає аварія лайнеру з рідкісними тваринами, а насправді — баркасу з парою циркових звірів. Знаходяться підставні експерти, а рок-музикантів, які повинні виступати на підтримку, терміново інструктують про зміну планів. Через цей сумбур виникає безліч комічних ситуацій, хоча в остаточному підсумку марафон закінчується вельми успішно.

## Список тварин (неповний)
- Перетинчастокрилий серпень;
- Сім'я рідкохвостих павіанів;
- Дві скунсоподібні корови;
- Африканська бородата хохуля;
- Бразильський двозубий чорнопопик;
- Підкущівний виповзень;
- Рідкісний різновид тхора — тхір-панікер, більше відомий як тхір-смердючка;
- Карликовий бангладеський вівцекінь;
- Середньоєвропейський деревний реготун;
- Ластонога коза;
- Невелика зграя бульбоподібних мавп;
- Риба-маятник;
- Риба-м'яч;
- Північноамериканський кролик-зануда;
- Цілий виводок африканських одноразових метеликів;
- Один гігантський шаблезубий коник;
- Миші-медунки;
- Ведмідь-літун;
- Вовк-клопотун;

## У ролях

### Співробітники «Як би радіо»
- Леонід Барац — Льоша, діджей
- Михайло Козирев — Михайло Натанович, програмний директор «Як би радіо»
- Дмитро Мар'янов — діджей Діма
- Каміль Ларін — Каміль, черговий електрик
- Нонна Гришаєва — Нонна, діджей
- Максим Віторган — діджей Макс
- Ростислав Хаїт — Слава, діджей
- Олександр Демидов — Саша, адміністратор
- Анна Касаткіна — Аня, секретарка Михайла Натановича
- Михайло Поліцеймако — кореспондент

### Екіпаж і пасажири буксира
- Федір Добронравов — капітан
- Олексій Хардиков — моторист
- Амалія Мордвинова — дресирувальниця Ніна
- Михайло Безкоровайний — директор цирку

### Музиканти і музичні групи
- Микола Фоменко і група «Бобры»
- Ілля Лагутенко і група «Мумий Тролль»
- «Воплі Відоплясова»
- «Чайф»
- Діана Арбеніна і група «Ночные снайперы»
- Олексій Кортнєв і «Несчастный случай»
- Максим Покровський і група «Ногу свело!»
- Сергій Бабкін

### В епізодах
- Костянтин Чепурін —  Микола Григор'єв, колишній співробітник «Як би радіо»
- Еммануїл Віторган — Еммануїл Гедеонович, господар «Як би радіо»
- Клара Новикова — голос мами Міші
- Георгій Мартіросян — дядько Льоша, заст. начальника Генштабу

## Саундтрек
| #   | Назва                | Автор             | Тривалість |
| --- | -------------------- | ----------------- | ---------- |
| 1.  | «В темноте»          | Ногу свело!       |            |
| 2.  | «Забери»             | Сергій Бабкін     |            |
| 3.  | «Ой-йо»              | Чайф              |            |
| 4.  | «Морячок»            | Ночные Снайперы   |            |
| 5.  | «Бермуды»            | Мумий Тролль      |            |
| 6.  | «День народження»    | Воплі Відоплясова |            |
| 7.  | «Радио»              | Несчастный случай |            |
| 8.  | «Bond»               | S.P.O.R.T.        |            |
| 9.  | «А вы-то кто?»       | 2ва Самолёта      |            |
| 10. | «Танцы»              | Spitfire          |            |
| 11. | «Дура»               | Billy's Band      |            |
| 12. | «Так я падал»        | Billy's Band      |            |
| 13. | «За тех, кто в море» | Billy's Band      |            |
| 14. | «Вязаный жакет»      | Бобры             |            |

## Відмінності фільму і вистави
- Фільм коротше вистави, тому деякі сцени виключені, а сюжет помітно перероблений.
- У фільмі виконавці пісень грають самі себе і виконують свої пісні, в той час як у виставі звучать пародії, написані «Нещасним випадком».
- Додані сцени з кораблем.
- У фільмі згадано, що його дія відбувається в день 150-річчя з дня відкриття Суецького каналу. Проте канал був відкритий 17 листопада 1869 року, отже, 150-річчя припаде на листопад 2019 року.
- У виставі діджей Макс — Михайло Поліцеймако.